# فؤاد (اسم)
فؤاد هو اسم علم شخصي مذكر عربي يعني «القلب».

## في لغات أخرى
- الأذربيجانية: Fuad
- البنغالية: ফুয়াদ (Fuwad Fuad)
- الفارسية: فؤاد
- الصومالية: Fuaad
- التركية: Fuat
- الأردية: فواد

## أشخاص من نفس الاسم
مجال الأعمال
- فؤاد الحبري (1958-)، رجل أعمال أمريكي.

رجال دين
- فؤاد طوال، البطريرك الحالي لكنيسة اللاتين.

مجال التعليم
- فؤاد عجمي، أستاذ جامعي أمريكي من أصل لبناني.

مجال الترفيه
- فؤاد المهندس (1924-2006) ممثل وسينمائي وكوميدي مصري.
- فؤاد عوض مخرج مسرحي.

مجال الموسيقى
قادة
- فؤاد الأول (1868-1936)، ملك مصر والسودان.
- فؤاد الثاني (1952–)، ملك مصر والسودان.

## أماكن
- بور فؤاد، مصر.

## إحصاءات
اسم فؤاد ورد في القرآن الكريم خمس مرات.
1. ﴿وَكُلًّا نَقُصُّ عَلَيْكَ مِنْ أَنْبَاءِ الرُّسُلِ مَا نُثَبِّتُ بِهِ فُؤَادَكَ وَجَاءَكَ فِي هَذِهِ الْحَقُّ وَمَوْعِظَةٌ وَذِكْرَى لِلْمُؤْمِنِينَ ۝١٢٠﴾ [هود:120]
2. ﴿وَقَالَ الَّذِينَ كَفَرُوا لَوْلَا نُزِّلَ عَلَيْهِ الْقُرْآنُ جُمْلَةً وَاحِدَةً كَذَلِكَ لِنُثَبِّتَ بِهِ فُؤَادَكَ وَرَتَّلْنَاهُ تَرْتِيلًا ۝٣٢﴾ [الفرقان:32]
3. ﴿وَلَا تَقْفُ مَا لَيْسَ لَكَ بِهِ عِلْمٌ إِنَّ السَّمْعَ وَالْبَصَرَ وَالْفُؤَادَ كُلُّ أُولَئِكَ كَانَ عَنْهُ مَسْئُولًا ۝٣٦﴾ [الإسراء:36]
4. ﴿وَأَصْبَحَ فُؤَادُ أُمِّ مُوسَى فَارِغًا إِنْ كَادَتْ لَتُبْدِي بِهِ لَوْلَا أَنْ رَبَطْنَا عَلَى قَلْبِهَا لِتَكُونَ مِنَ الْمُؤْمِنِينَ ۝١٠﴾ [القصص:10]
5. ﴿مَا كَذَبَ الْفُؤَادُ مَا رَأَى ۝١١﴾ [النجم:11]